# Palwasha Bashir
Palwasha Bashir (* 20. Oktober 1987 in Karatschi) ist eine pakistanische Badmintonspielerin. 

## Karriere
Palwasha Bashir gewann 2008 ihren ersten nationalen Titel in Pakistan. 2009 und 2012 folgten weiter Titelgewinne in ihrem Heimatland. Bei den Südasienspielen 2010 gewann sie Bronze im Dameneinzel.